# Iris Bayer
Iris Bayer (* 6. Dezember 1958) ist eine deutsche Springreiterin und Unternehmerin. Sie gewann zwischen 1979 und 1986 fünf deutsche Meistertitel bei den Amazonen (Springreiterinnen).

## Leben
Iris Bayer wurde am 6. Dezember 1958 in Troisdorf geboren. Ihre Eltern hatten ein Unternehmen für Laborbedarf. Sie bekam mit fünf Jahren ihr erstes Pony und begann mit sechs Turniere zu reiten und war im Springreiten sehr erfolgreich. Sie machte eine Ausbildung zur Groß- und Außenhandelskauffrau und begann 1980 ein Studium der Bekleidungstechnik mit dem Abschluss Diplom-Ingenieurin.
Sie wurde fünfmal Deutsche Meisterin im Springreiten bei den Amazonen. Dies gelang ihr 1979 zum ersten Mal in Berlin auf Cavallerist. Am gleichen Ort konnte sie zwei Jahre später diesen Erfolg mit Trabant wiederholen. Im Folgejahr gewann sie die deutsche Meisterschaft der Amazonen mit Pandur. 1985 holte sie in Münster den Titel auf Zampano. Mit Zampano erneuerte sie den Erfolg 1986 in Berlin, nun unter ihrem Ehenamen Iris Bayer-Bovelet. Sie startete für Deutschland in Nationenpreisen in Finnland, Polen, der Tschechoslowakei, den USA und in Kanada.
1986 gründete sie ein Unternehmen in Niederkassel, das Reitbekleidung herstellt.
Sie heiratete Peter Bovelet und sie bekamen zusammen ein Kind. Sie unterbrach ihre Sportkarriere, um sich ihrer Familie und dem Aufbau ihres Unternehmens zu widmen.
Von 2002 bis 2004 nahm sie ihre sportliche Laufbahn wieder auf und startete zusammen mit Clare Bronfman, Debby Winkler, Katharina Offel, Inken Johannsen und Eva Bitter im Ambiente Amazonenteam in der internationalen Riders Tour.
Iris Bayer lebt in der Nähe von Köln.